# Curt Stille
Curt Stille oder auch Kurt Stille (* 1873 in Hannover; † 7. September 1957 in Berlin-Köpenick) war Initiator der Stahldraht-Diktiergeräte Dailygraph und Textophon sowie geistiger Vater der Stahlton-Bandmaschine.

## Leben

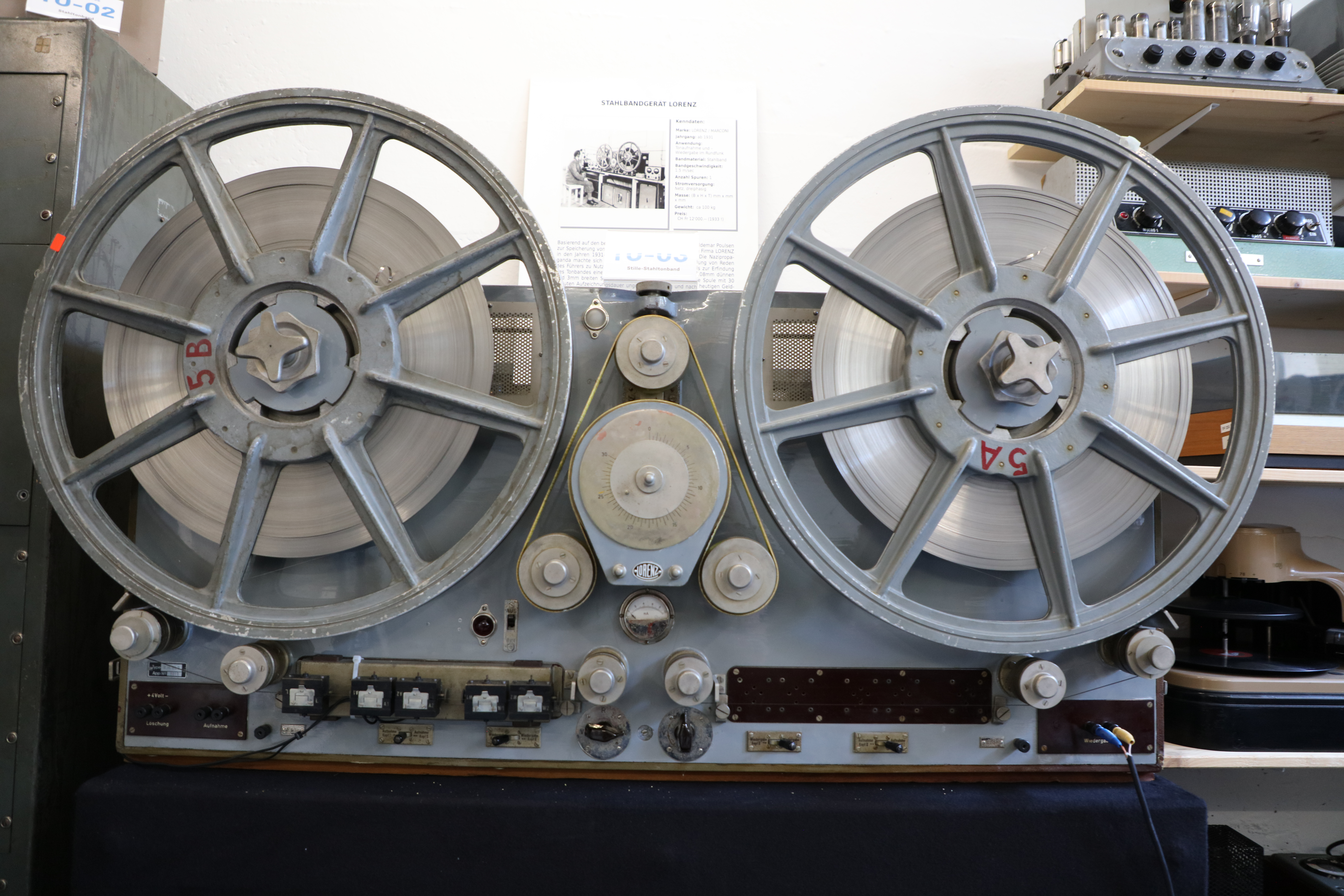
Lorenz Stahlton-Bandmaschine B.M.St.2

Stille studierte Physik und Chemie. Auf der Weltausstellung in Paris 1900 wurde er durch eine Demonstration des sprechenden Drahtes von Valdemar Poulsen zu seinem Lebenswerk, der magnetischen Schallaufzeichnung, angeregt. Er entwickelte 1909 einen Schallplattenabtaster, 1912 ein Relais zur Verstärkung tonfrequenter Signale, im Ersten Weltkrieg ein Richttelephoniesystem, Horchgeräte und ein Schallmessverfahren mit Magnetspeicher. 1917 richtete der technikbegeisterte Ludwig Stollwerck ihm ein Versuchslaboratorium in der Sielaff-Maschinenfabrik (die für Stollwerck Automaten baute) in Berlin ein. Dort arbeitete Stille an einem mechanischen Relais, an einem Wellenschalter und der Entwicklung der damals sogenannten Fernbildtelegrafie. Zur kaufmännischen Verwertung dieses telegrafischen Systems wurden 1916 die Telegrafie Gesellschaft System Stille mbH und die Gesellschaft für elektrische Bildübertragung System Stille mbH gegründet. 1921 gründete er mit Otto Klung und August Stauch die Hauptgesellschaft für Industrien, die verschiedene Vox-Gesellschaften beinhaltete wie die 1920 gegründete die Vox-Schallplattengesellschaft. Finanziert wurde das Projekt von dem in England tätigen Louis Blattner.
Nach dem Zweiten Weltkrieg arbeitete er als freier Mitarbeiter sowohl für die Gesellschaft für Elektroakustische und Mechanische Apparate (GEMA) als auch für das Funkwerk Berlin-Köpenick (vgl. Rundfunk- und Fernmelde-Technik), die bis 1951 das Magnetbandgerät BG19 entwickelten.